# لانس لاين
لانسلوت لين (بالإنجليزية: Lancelot Laing) هو لاعب كرة قدم جامايكي ، مواليد 28 فبراير 1988 م، يلعب في نادي إدمونتون الكندي، ومثل منتخب جامايكا لكرة القدم في بطولة كوبا أمريكا 2015 التي أقيمت في تشيلي .

## روابط خارجية
- لانس لاين على موقع قاعدة بيانات كرة القدم.إي يو (الإنجليزية)
- لانس لاين على موقع ناشيونال فوتبول تيمز (الإنجليزية)
- لانس لاين على موقع Soccerway.com (الإنجليزية)
- لانس لاين على موقع كووورة
- لانس لاين على موقع AS.com (الإسبانية)